# Arquidiocese de Toulouse
A Arquidiocese de Toulouse ou Tolosa (em latim: Archidiœcesis Tolosana (-Convenarum-Rivensis)) é uma arquidiocese da Igreja Católica situada em Toulouse, na França. É fruto da elevação da Diocese de Toulouse, erigida no século III e, em 19 de janeiro de 1935, teve unificado os títulos da diocese de Rieux e da diocese de Saint-Bertrand-de-Comminges. Seu atual arcebispo metropolita é Guy André Marie de Kérimel. Sua Sé é a Catedral de Santo Estêvão de Toulouse.
Possui 630 paróquias assistidas por 305 párocos e cerca de 63,6% da sua população jurisdicionada é batizada.

## História
A diocese de Toulouse foi erigida em meados do século III por São Saturnino, que evangelizou a região. Era originalmente um sufragânea da Arquidiocese de Narbona. Entre os séculos XI e XIII era generalizado na diocese o catarismo.
Em 11 de julho de 1317, Toulouse foi elevada à categoria de arquidiocese metropolitana pela bula Salvator noster do Papa João XXII e, simultaneamente, cedeu outros pedaços de terra em favor da ereção de quatro dioceses: Montauban, Saint-Papoul, Lombez e Rieux. Em 26 de setembro do mesmo ano deu outros pedaços de terra em favor da ereção das Dioceses de Mirepoix e Lavaur.
O protestantismo apareceu em Toulouse em 1532, trazido pelos alunos. Em 1550 o Cardeal Coligny, arcebispo da cidade, demitiu-se para abraçar a Reforma, quatorze anos mais tarde casou-se. Enquanto isso, em 1563, católicos haviam se reunido em uma liga para defender as prerrogativas do catolicismo, ganhando o controle da cidade entre 1586 e 1595. Henrique IV seria reconhecido apenas em 1596.
Após a Concordata com a bula Qui Christi Domini do Papa Pio VII (1800–1823) de 29 de novembro de 1801, a arquidiocese mudou as suas fronteiras para acomodar os departamentos de Alto Garona e de Ariège, incluindo, assim, o território da diocese de Couserans, de Pamiers e Rieux, e parte do território da diocese de Comminges, Lectoure, de Lombez, Mirepoix, de Montauban e Saint-Papoul.
Em 6 de outubro de 1822 pela bula Paternae charitatis do Papa Pio VII, foram removidas todas as dioceses mencionadas, enquanto a diocese de Pamiers foi restabelecido para obtenção de terras pela Arquidiocese de Toulouse. Os arcebispos de Toulouse passaram a ter o privilégio de acrescentar ao seu título como arcebispos de Narbona.
Em 19 de janeiro de 1935, os arcebispos de Toulouse ganharam o direito de acrescentar ao seu título os da diocese de Rieux e da diocese de Saint-Bertrand-de-Comminges, suprimidas.
Em 8 de dezembro de 2002, com a reorganização da províncias eclesiásticas da França, a província eclesiástica de Toulouse perdeu a diocese de Carcassona, enquanto expandiu com a aquisição das antigas metropolitas de Albi e Auch, como suas sufragâneas.
EM 14 de junho de 2006 o título de Narbona foi transferido para os bispos de Carcassona, em cujo território se encontra a antiga sé metropolitana.

## Prelados

### Bispos
- São Saturnino † (? - 250)
- Mamertino † (mencionado em 314)[3]
- São Hilário † (século IV)
- Rodânio † (mencionado em 356)[4]
- São Sílvio † (século IV)
- São Exupério † (antes de 405 - c. 411/412)
- São Eráclio † (mencionado em 506)
- Magnolfo † (mencionado em 585)
- Viligisil † (antes de 614 - depois de 626 ou 627)
- São Eremberto † (depois de 657 - depois de 668)[5]
- São Germério † (694 - 695)
- Arrízio † (antes de 785 - depois de 788)
- Mâncio (Mânsio) † (c. 820)
- Samuel † (mencionado em 844)
- Salomão † (cerca da metade do século IX)
- Elisachar † (antes de 862 - depois de 863/864)
- Bernone ou Bernardo † (antes de 883 - depois de 892)
- Armando † (antes de 904 - depois de 922)
- Hugo † (antes de 928 - depois de 973)
- Isolo † (antes de 974 - depois de 986)
- Raimundo † (antes de 987 - depois de 1010)
- Hugo I † (depois de 1010 - antes de 1031)
- Pedro Rogério † (antes de 1031 - depois de 1032)
- Arnaldo † (antes de 1035 - depois de 1056)
- São Durand de Bredon, O.S.B. † (antes de 1058 ou 1059 - 1071)
- Isarna de Lavaur † (1071 - 1105)
- Amiel Raimundo de Puy † (1105 - 1139)
- Raimundo de Lautrec † (1140 - 1163)
- Bernardo Bonhomme, O.S.A. † (1163 - 1164)
- Gerardo de Labarthe † (1164 - 1170)
- Hugo II, O.S.A. † (1173 - 1175)
- Bertrando de Villemur, O.S.B. † (1176 - 1179)
- Fulcrando † (1179 - 1200)
- Raimundo de Rabastens † (1202 - 1205)
- Folques de Marselha, O.Cist. † (1205 - 1231)
- Raimundo de Falga, O.P. † (1232 - 1270)
- Bertrando de l'Isle-Jourdain, O.S.A. † (1270 - 1286)
- Hugo Mascaron, O.S.A. † (1286 - 1296)
- São Luís (Luís de Anjou), O.F.M. † (1296 - 1297)
- Arnaldo-Rogério de Comminges, O.S.A. † (1297 - 1298)[6]
- Pedro de La Chapelle-Taillefert † (1298 - 1305)
- Gaillard de Preyssac † (1306 - 1317)

### Arcebispos
- Jean-Raymond de Comminges † (1317 - 1327)
- Guillaume de Laudun, O.P. † (1327 - 1345)
- Raymond de Canillac, C.R.S.A. † (1345 - 1350)
- Étienne Aldobrandi † (1350 - 1360)
- Geoffroy de Vayroles † (1361 - 1376)
  - João de Cardaillac † (1378 - 1390) (administrador apostólico)
- François de Conzié † (1390 - 1391)
- Pierre de Saint Martial † (1391 - 1401)
- Pierre Ravat, C.R.S.A. † (1405 - 1409)
- Vital de Castelmourou † (1409 - 1410)
- Domenico da Firenze, O.P. † (1410 - 1422)
- Denys du Moulin † (1423 - 1439)
- Pierre du Moulin † (1439 - 1451)
- Bernard du Rosier † (1452 - 1475)
- Pierre de Lyon † (1475 - 1491)
- Hector de Bourbon † (1491 - 1502)
- Jean d'Orléans de Longueville † (1503 - 1533)
- Gabriel de Gramont † (1533 - 1534)
  - Odet de Coligny de Châtillon † (1534 - 1550) (administrador apostólico)
  - Antoine Sanguin de Meudon † (1550 - 1559) (administrador apostólico)
  - Georges d'Armagnac † (1562 - 1577) (administrador apostólico)
- Paul de Foix † (1582 - 1584)
- Georges d'Armagnac † (1584 - 1585)
- François de Joyeuse † (1588 - 1604)
  - Sede vacante (1604-1613)
- Louis de Nogaret de La Valette † (1613 - 1627)
- Charles de Montchal † (1627 - 1651)
- Pierre de Marca † (1654 - 1662)
- Charles-François d'Anglure de Bourlémont † (1664 - 1669)
- Piero Bonsi † (1671 - 1674)
- Joseph de Montpezat de Carbon † (1675 - 1687)
- Jean-Baptiste-Michel Colbert † (1693[7] - 1710)
- Réné François Beauvau de Rivau † (1713 - 1721)
- Henri de Nesmond † (1722 - 1727)
- Jean-Louis Berton des Balbes de Crillon † (1727 - 1739)
- Charles-Antoine de la Roche-Aymon † (1740 - 1752)
- François de Crussol d'Uzès † (1753 - 1758)
- Arthur-Richard Dillon † (1758 - 1763)
- Étienne-Charles de Loménie de Brienne † (1763 - 1788)
- François de Fontanges † (1788 - 1801)
- Claude-François-Marie Primat † (1802 - 1816)
- François de Bovet † (1817 - 1820)
- Anne-Antoine-Jules de Clermont-Tonnerre † (1820 - 1830)
- Paul-Thérèse-David d'Astros † (1830 - 1851)
- Jean-Marie Mioland † (1851 - 1859)
- Florian-Jules-Félix Desprez † (1859 - 1895)
- François-Désiré Mathieu † (1896 - 1899)
- Jean-Augustin Germain † (1899 - 1928)
- Jules-Géraud Saliège † (1928 - 1956)
- Gabriel-Marie Garrone † (1956 - 1966)
- Louis-Jean-Frédéric Guyot † (1966 - 1978)
- André Charles Collini † (1978 - 1996)
- Emile Marcus (1996 - 2006)
- Robert Jean Louis Le Gall, O.S.B. (2006 - 2021)
- Guy André Marie de Kérimel (2021 atual )